# Le Peuple

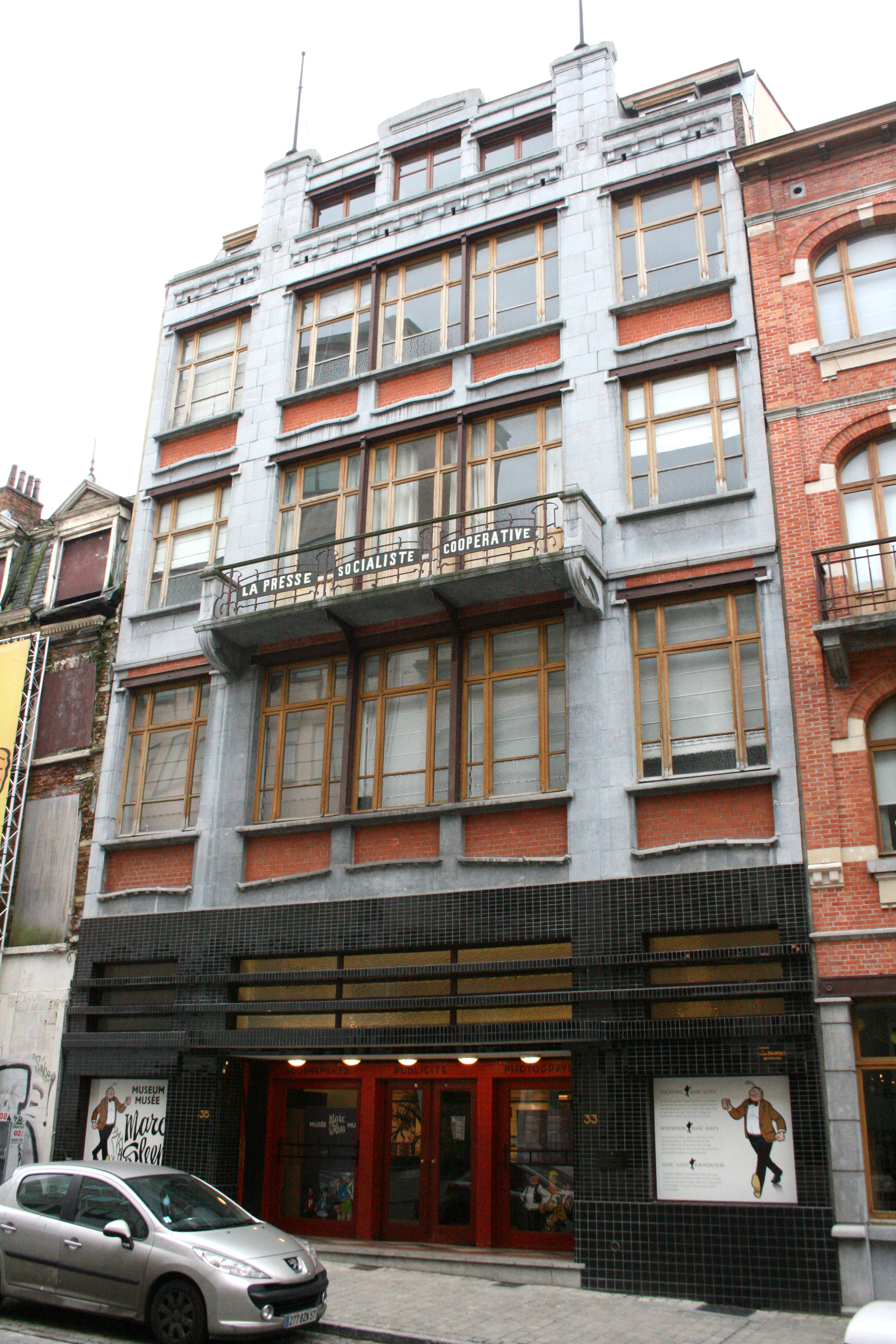
Het voormalige redactiegebouw in de Zandstraat te Brussel

Le Peuple was een Franstalig Belgisch dagblad.

## Geschiedenis
Het blad verscheen voor het eerst op 13 december 1885, het was ontstaan uit de fusie van de socialistische bladen La Voix de l’Ouvrier en La République. De eerste hoofdredacteur was Jean Volders. Andere bekende bijdragers waren onder anderen Emile Vandervelde, Camille Huysmans, Louis Bertrand, Joseph Wauters, Willy Decourty en Louis de Brouckère.
In 1905 betrok de redactie een art-nouveau-gebouw in de Zandstraat in Brussel. Het gebouw was ontworpen door Richard Pringiers, een student van Victor Horta.
In de jaren 1930 publiceerde het dagblad een lange reeks artikels van Henri de Man omtrent zijn Plan van de Arbeid. Hoofdredacteur in deze periode was Arthur Wauters. Tijdens de Tweede Wereldoorlog werd het blad clandestien uitgegeven en verspreid door Victor Larock. In 1909 had de krant een geschatte dagelijkse oplage van 106.000 exemplaren.
Midden de jaren 1960 had Le Peuple een oplage van ongeveer 110.000. In 1997 werd het blad overgenomen door de Groupe Rossel samen met twee andere socialistische bladen, namelijk La Wallonie en Le Journal de Charleroi. Deze drie bladen fuseerden tot Le Matin. In maart 1998 werd het project stopgezet omdat de groep Rossel zich wegens financiële problemen had teruggetrokken.

## Online
In oktober 2010 werd de titel gerecupereerd door Mischaël Modrikamen met de intentie een rechts online nieuwsmedium op te richten met tweemaandelijkse prints. Een groep voormalige journalisten van Le Peuple trachtte dit te voorkomen en ging een rechtszaak aan. Het eerste geprinte nummer - met een oplage van 125.000 exemplaren - verscheen op 13 december 2010 en werd gratis verspreid in Brussel en Wallonië. Op 26 maart 2013 wonnen zij de rechtszaak en werd het online-magazine officieel gelanceerd. Er verschijnen onder andere artikels op van Atlantico en Contrepoints. Sinds 2014 was voormalig RTBF-journalist Luc Rivet hoofdredacteur. Hij nam in 2017 ontslag en twee jaar later ging de website in "langdurig onderhoud".